# Épafo
En la mitología griega, Épafo (en griego Ἔπᾰφος) era un rey de Egipto, hijo de Zeus e Ío. Algunos autores lo denominan como Apis —no confundir con el otro Apis— e incluso Munantio.
Épafo nació a orillas del Nilo tras el largo peregrinar de su madre, que transformada en vaca por la celosa mujer de Zeus, Hera, había recorrido gran parte del mundo conocido huyendo de un tábano que esta le había mandado para mortificarla. Cuando Ío llegó a Egipto, las caricias de Zeus le devolvieron su figura humana, y a continuación dio a luz al que se convertiría en rey de ese país.
Pero la ira de Hera no había quedado satisfecha, y esta ordenó a sus sacerdotes guerreros, los curetes, que secuestraran al recién nacido. Estos obedecieron, y aunque fueron descubiertos y castigados por Zeus, que los aniquiló con su rayo, no revelaron el paradero del bebé. Así la desventurada Ío inició una nueva travesía esta vez en busca de Épafo, al que por fin encontró en Siria, donde lo amamantaba Astarté o Saosis, la esposa del rey Malcandro de Biblos. Cuando Ío regresó a Egipto con su hijo se casó con Telégono, rey del lugar, y por eso Épafo heredó este reino cuando este murió.
Épafo se casó con Menfis, una hija del dios-río Nilo. En su honor fundó una ciudad a la que puso su nombre y que se convertiría con el tiempo en la nueva capital del reino. Según la genealogía tradicional Épafo y Menfis tuvieron una hija epónima llamada Libia, aunque al menos un autor llama Casiopea a la esposa de Épafo y madre de Libia. Otros más dicen que su hija se llamaba Lisianasa (sin especificar la madre), quien a su vez engendró a Busiris. Y otros más que Zeus engendró a Egipto y a Heracles con Tebe, hija, entre otras opciones, de Épafo. Según el Catálogo de mujeres de estas uniones descendían, entre otros pueblos, los libios, los etíopes y los meláneos ("piel negra"), teniendo así estos pueblos un origen común argivo. De acuerdo con Esquilo en su Prometeo encadenado, fue uno de estos descendientes de Ío (concretamente el decimotercero) el que liberó al titán Prometeo de sus ataduras: se refiere al esforzado Heracles. En una versión Épafo tuvo un hijo, Doro, y este a su vez engendró a Pigmeo, el ancestro epónimo del pueblo mitológico de los pigmeos.
Épafo era gran amigo de Faetón, al que se parecía mucho. Las bromas que le hacía su amigo, o bien las ofensas de Épafo durante una disputa, incitaron a Faetón a pedir a su padre que le dejara conducir durante un día el carro del sol, con las desastrosas consecuencias que esto tuvo y que entristecieron hondamente a Épafo.
Los poetas posteriores se encargaron de imaginar un final para Épafo. Tras un reinado de gloria, Épafo tuvo una muerte horrible: ver al hijo bastardo de su marido convertido en rey de tan grandioso lugar encendió aún más la sed de venganza de Hera, que decidió que Épafo debía morir mientras cazaba y convenció a los titanes para que se rebelaran contra su marido. Si bien esta rebelión resultó infructuosa, los titanes devoraron a Épafo antes de que Zeus y otros olímpicos los arrojaran al Tártaro.
En algunas versiones tardías a Épafo se le imagina una hermana, Ceróesa. En al menos en una versión alternativa se lo imagina extrañamente como hijo de la Noche y el Erebo, aunque probablemente se trate de una confusión gráfica por Ápate.  Otros más lo hacen hijo de Júpiter e Iside, hija de Prometeo.
En consonancia con la deificación de su madre, que fue adquiriendo los atributos de la diosa egipcia Isis, a Épafo se le identificó con Apis, y como tal se le adjudicaron las leyendas y atributos de este dios. Estudiosos modernos, como David Rohl, identifican a Épafo con el faraón hicso Apofis.